# Le Trust ou les Batailles de l'argent

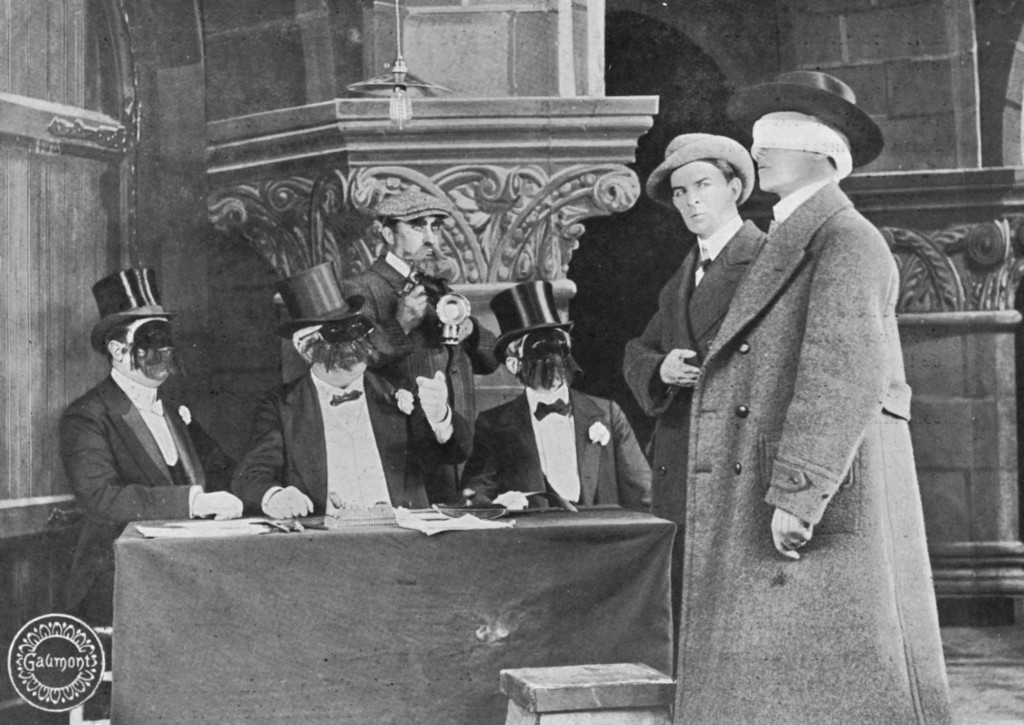
Le Trust avec René Navarre (scène du film)

Le Trust ou les Batailles de l'argent est un film muet français réalisé par Louis Feuillade et sorti en 1911.

## Synopsis
Darbois, manufacturier, reçoit un télégramme de son ingénieur Brémond lui annonçant son retour de l'étranger avec une formule secrète pour fabriquer du caoutchouc artificiel. Berwick, homme d'affaires véreux, sollicite Darbois pour son trust, mais ce dernier refuse.

## Fiche technique
- Réalisation et scénario : Louis Feuillade
- Société de production : Société des Établissements L. Gaumont
- Pays : France
- Format : Muet - Noir et blanc - 1,33:1 - 35 mm
- Métrage : 600 m
- Genre : Drame
- Durée : 25 minutes
- Date de sortie : 
  -  France - 10 novembre 1911

## Distribution
- Renée Carl : Juliette Michaud
- Jean Devalde : Jean Brémond
- Paul Manson : Darbois
- René Navarre : le détective Julien Kieffer
- Edmond Bréon